# ویلفورد بریملی
ویلفورد بریملی (انگلیسی: Wilford Brimley؛ زادهٔ ۲۷ سپتامبر ۱۹۳۴ - درگذشته ۱ اوت ۲۰۲۰ ) هنرپیشه اهل ایالات متحده آمریکا بود. 

## زندگی شخصی
در ۲۷ سپتامبر ۱۹۳۴ آنتونی ویلفورد بریملی در شهر سالت‌لیک‌سیتی، یوتا که پدرش در آن‌جا به عنوان کارگزار املاک و مستغلات کار می‌کرد، به دنیا آمد. پس‌از اتمام دبیرستان و پیش‌از آغاز بازیگری، وارد نیروی تفنگداران دریایی ایالات متحده آمریکا شد و به مدت سه سال در جزایر الیوشن خدمت کرد. او همچنین مدتی به عنوان محافظ شخصی هوارد هیوز، کارگر مزرعه، گردآورنده احشام و آهنگر مشغول به کار بوده‌است. در دههٔ ۱۹۶۰ میلادی به اصرار دوست بازیگرش، رابرت دووال به عنوان سوارکارِ اسبِ بدل‌کار در تلویزیون و فیلم‌های وسترن، شروع به بازی کرد.
بریملی در ۶ ژوئیه ۱۹۵۶ با لین (به انگلیسی: Lynne) ازدواج کرد. حاصل این ازدواج چهار پسر به نام‌های جیمز چارلز، جان مایکل، ویلیام کارمن و لارنس دین؛ و چند نوه بود. بریملی تا زمان مرگ همسرش لین، در ژوئن سال ۲۰۰۰ میلادی در کنار او زندگی کرد.

## منتخب فیلم‌شناسی
| سال  | عنوان            | نقش               | Notes |
| ---- | ---------------- | ----------------- | ----- |
| ۱۹۶۹ | شجاعت واقعی      |                   |       |
| ۱۹۷۹ | سندروم چین       | تد اسپیندلر       |       |
| ۱۹۸۱ | غیبت مالیس       | دستیار دادستان کل |       |
| ۱۹۸۲ | دره مرگ          | کلانتر            |       |
| ۱۹۸۲ | موجود            | دکتر بلر          |       |
| ۱۹۸۳ | بخشش‌های محبت‌آمیز | هری               |       |
| ۱۹۸۴ | هری و پسر        | تام کیچ           |       |
| ۱۹۸۴ | پسر سنگی         |                   |       |
| ۱۹۸۴ | هتل نیوهمپشایر   | آیووا باب         |       |
| ۱۹۸۴ | طبیعت            | پاپ فیشر          |       |
| ۱۹۸۴ | روستا            | اوتیس             |       |
| ۱۹۸۵ | پیله             | بنیامین "بن" لاکِت |       |
| ۱۹۸۷ | آخر خط           |                   |       |
| ۱۹۹۰ | ابدیت            | پادشاه/اریک       |       |
| ۱۹۹۳ | شرکت             | ویلیام دیواشر     |       |
| ۱۹۹۳ | هدف سخت          | عمو دوُوی          |       |
| ۱۹۹۷ | درون و بیرون     | فرانک براکت       |       |
| ۲۰۰۱ | بریگهم سیتی      | استو              |       |

## منتخب مجموعه‌های تلویزیونی
| سال  | عنوان   | نقش          | Notes |
| ---- | ------- | ------------ | ----- |
| ۱۹۸۶ | خانه ما | گاس ویترسپون |       |
| ۱۹۹۷ | ساینفلد | جویی گیل     |       |